# Region Ostwürttemberg
Die Region Ostwürttemberg ist eine von zwölf Raumordnungs- und Planungsregionen in Baden-Württemberg. Sie umfasst den Landkreis Heidenheim und den Ostalbkreis.

## Regionalplanung
Als Träger der Regionalplanung in der Region wurde zum 1. Januar 1973 der Regionalverband Ostwürttemberg als Körperschaft des öffentlichen Rechts eingerichtet. Er ist einer von zwölf Regionalverbänden in Baden-Württemberg, von denen zwei auch über die Landesgrenzen hinaus zuständig sind. Die Geschäftsstelle des Regionalverbands befindet sich in Schwäbisch Gmünd.

## Einwohnerentwicklung
Die Einwohnerzahlen sind Volkszählungsergebnisse (¹) oder amtliche Fortschreibungen des Statistischen Landesamts Baden-Württemberg (nur Hauptwohnsitze).
| Datum             | Einwohner |
| ----------------- | --------- |
| 31. Dezember 1973 | 401.803   |
| 31. Dezember 1975 | 397.728   |
| 31. Dezember 1980 | 400.089   |
| 31. Dezember 1985 | 400.024   |
| 25. Mai 1987 ¹    | 405.860   |
| 31. Dezember 1990 | 425.204   |
| 31. Dezember 1995 | 448.425   |

| Datum             | Einwohner |
| ----------------- | --------- |
| 31. Dezember 2000 | 451.174   |
| 31. Dezember 2005 | 451.934   |
| 31. Dezember 2010 | 441.849   |
| 9. Mai 2011 ¹     | 434.116   |
| 31. Dezember 2015 | 443.177   |
| 31. Dezember 2018 | 446.474   |
| 31. Dezember 2022 | 454.666   |

## Raumplanung

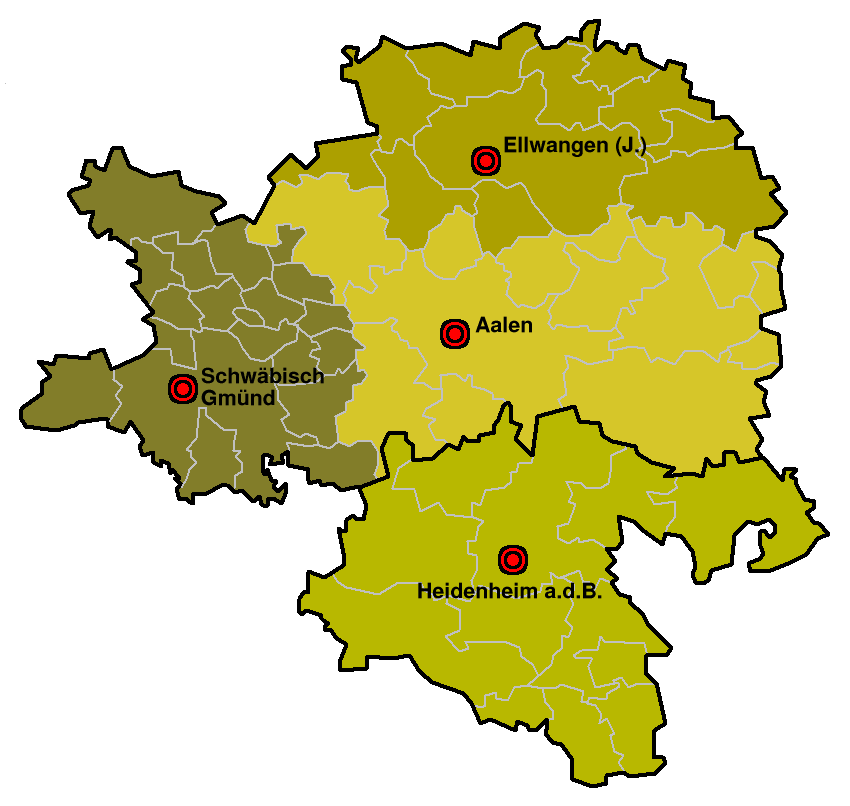
Karte der Mittelbereiche in der Region Ostwürttemberg

In der Region Ostwürttemberg ist kein eigenes Oberzentrum ausgewiesen. Es gibt die folgenden vier Mittelbereiche, deren Abgrenzung in den Artikeln zu den jeweiligen Städten zu finden ist:
- Aalen
- Ellwangen (Jagst)
- Heidenheim an der Brenz
- Schwäbisch Gmünd

Gemäß Landesentwicklungsplan 2002 des Landes Baden-Württemberg sollen diese vier Mittelzentren jedoch gemeinsam den Bedarf an oberzentralen Funktionen für die Region decken.

### Flächenaufteilung
Nach Daten des Statistischen Landesamtes, Stand 2022.

## Verbandsvorsitzende
- 1974–1990: Friedrich Schenk (Bürgermeister der Stadt Heubach, a. D.)
- 1990–2000: Erich Göttlicher (Bürgermeister der Stadt Bopfingen, a. D.)
- 2000–2004: Roland Würz (Landrat des Landkreises Heidenheim, a. D.)
- 2004–2012: Hermann Mader (Landrat des Landkreises Heidenheim, a. D.)
- seit 2012: Gerhard Kieninger (Bürgermeister der Stadt Niederstotzingen, a. D.)

## Verbandsdirektoren
- 1974–1981: Jürgen C. Tesdorpf
- 1982–1999: Bernhard Eppmann
- 1999–2023: Thomas Eble
- seit 2023: Franka Zanek